# Chelonoidis donfaustoi
Chelonoidis donfaustoi là một loài rùa Galápagos sinh sống ở đảo Santa Cruz, trong Galápagos. Cho đến năm 2015, C. donfaustoi đã được phân loại là thuộc một loài khác, Chelonoidis porteri.

## Phân loại

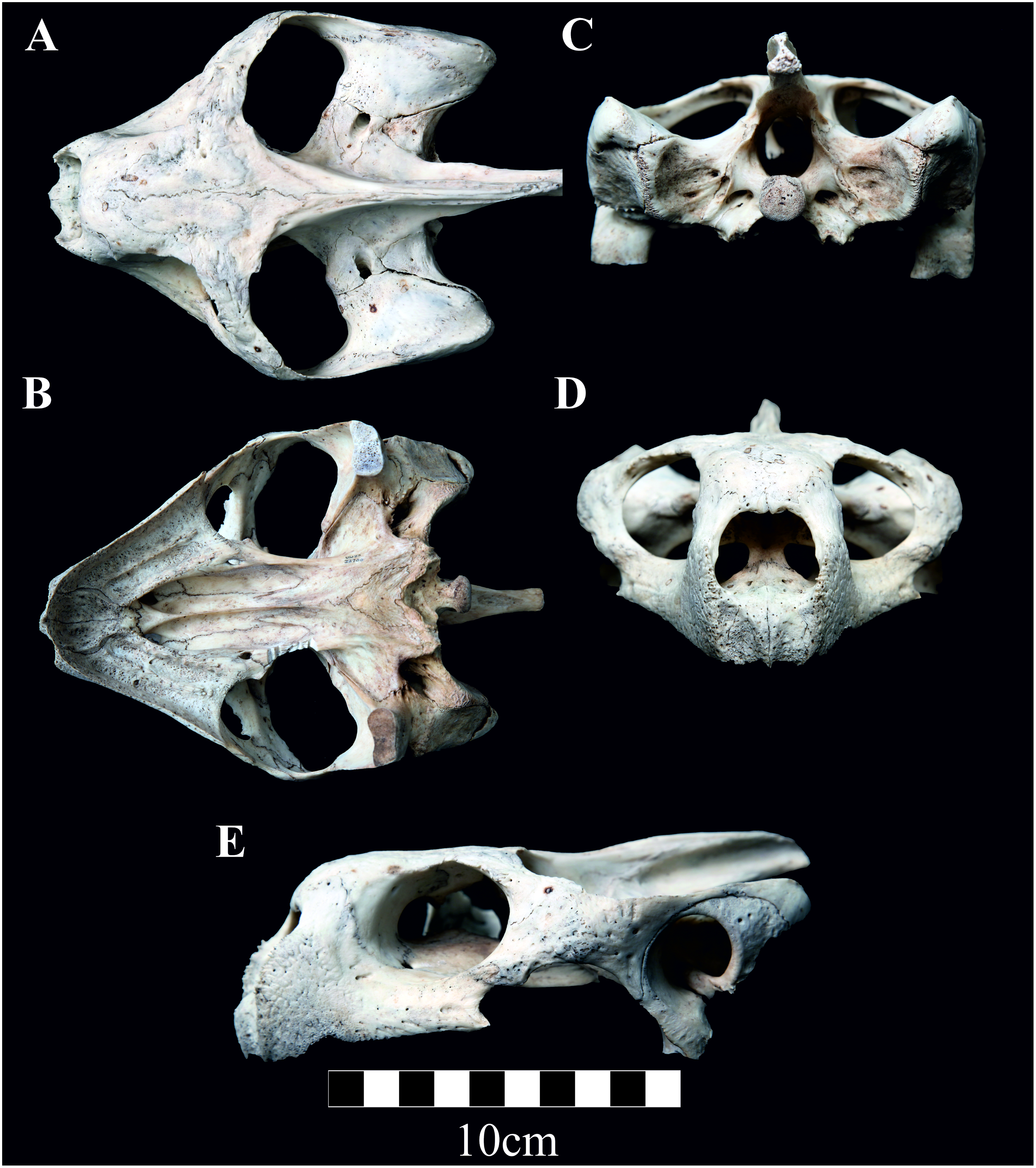
Sáu sọ

Năm 2015, Chelonoidis donfaustoi được phân loại lại làm một loài mới trên cơ sở các dữ liệu hình thái học và di truyền. Về mặt di truyền, C. donfaustoi khác với các loài rùa khác bởi tần suất allele tại 12 microsatellite loci, cho phép chuyển nhượng đến các cụm riêng biệt về di truyền. C. donfaustoi cũng có chung một bộ nucleotide khác với của Chelonoidis porteri trên cùng đảo Santa Cruz và khác với Chelonoidis chathamensis.
Việc phân loại lại giảm phạm vi của C. porteri trong phần phía tây và tây nam của Đảo Santa Cruz. Đồng thời loài này bị giới hạn C. donfaustoi trong phần phía Đông của đảo Santa Cruz, với quy mô số lượng ước tính khoảng 250 cá thể.
Các loài đã nhận được tên cụ thể donfaustoi để vinh danh Fausto Llerena Sánchez, người đã dành 43 năm để bảo tồn rùa khổng lồ khi làm kiểm lâm viên trong Cục quản lý vườn quốc gia Galapagos. "Don Fausto" là người chăm sóc chính của loài rùa nguy cấp trong điều kiện nuôi nhốt.
Chelonoidis donfaustoi là loài rùa thứ mười lăm được phát hiện trên hòn đảo, với bốn trong số những loài bị tuyệt chủng. Việc phân loại của một loài rùa mới là loài rùa là đầu tiên trong hơn một thế kỷ.